# Gijō Sehata
Gijō Sehata (japanisch 瀬畠 義成 Sehata Gijō; * 19. Januar 2001 der Präfektur Kanagawa) ist ein japanischer Fußballspieler.

## Karriere

### Verein
Gijō Sehata erlernte das Fußballspielen in der JFA Academy sowie in der Universitätsmannschaft der Tōyō-Universität. Seinen ersten Vertrag unterschrieb er am 1. Februar 2023 bei V-Varen Nagasaki. Der Verein aus Nagasaki spielt in der zweiten japanischen Liga. Sein Zweitligadebüt gab Gijo Sehata am 27. Mai 2023 (18. Spieltag) im Heimspiel gegen Júbilo Iwata. Bei dem 2:1-Erfolg wurde er in der 84. Minute für den verletzten Takashi Sawada eingewechselt. Im Juli 2024 wechselte er auf Leihbasis zum Zweitligisten Thespakusatsu Gunma. Am Ende der Saison 2024 musste er mit dem Verein als Tabellenletzter den Weg in die Drittklassigkeit antreten.

### Nationalmannschaft
Gijō Sehata spielte von 2015 bis 2016 viermal in der japanischen U15-Nationalmannschaft. 2017 kam er zweimal für die U16-Mannschaft zum Einsatz.